# Pital de Megua
Pital es un centro poblado del municipio de Baranoa, departamento del Atlántico, República de Colombia. El censo de 2018 del DANE obtuvo una población 1855 habitantes donde 949 eran mujeres y 906 hombres.  
https://dane.agenti.com.co/dextra-core_DANE/upload/yzhlbd1222804_POBLACION_RARANOA_CENSO_2018.xlsx
El nombre de la población, Pital, aparece en documentos registrados el 23 de noviembre de 1872, cuando pertenecía al Estado Soberano de Bolívar y este a su vez de los EE. UU. de Colombia, cuando eso la Constitución de Rionegro estaba vigente. 
Aproximadamente desde 1955 personas foráneas le colocaron Pital de Megua a un sector del poblado para diferenciarlo del original, debido a que se ubicaba hacia la salida del caserío de Megua. Pero no hay documento oficial que diga que se llame Pital de Megua. Todos los documentos del DANE, Registraduría y Agustín Codazzi lo tienen como Pital, incluso los símbolos cívicos bandera y escudo están referenciados a Pital. 

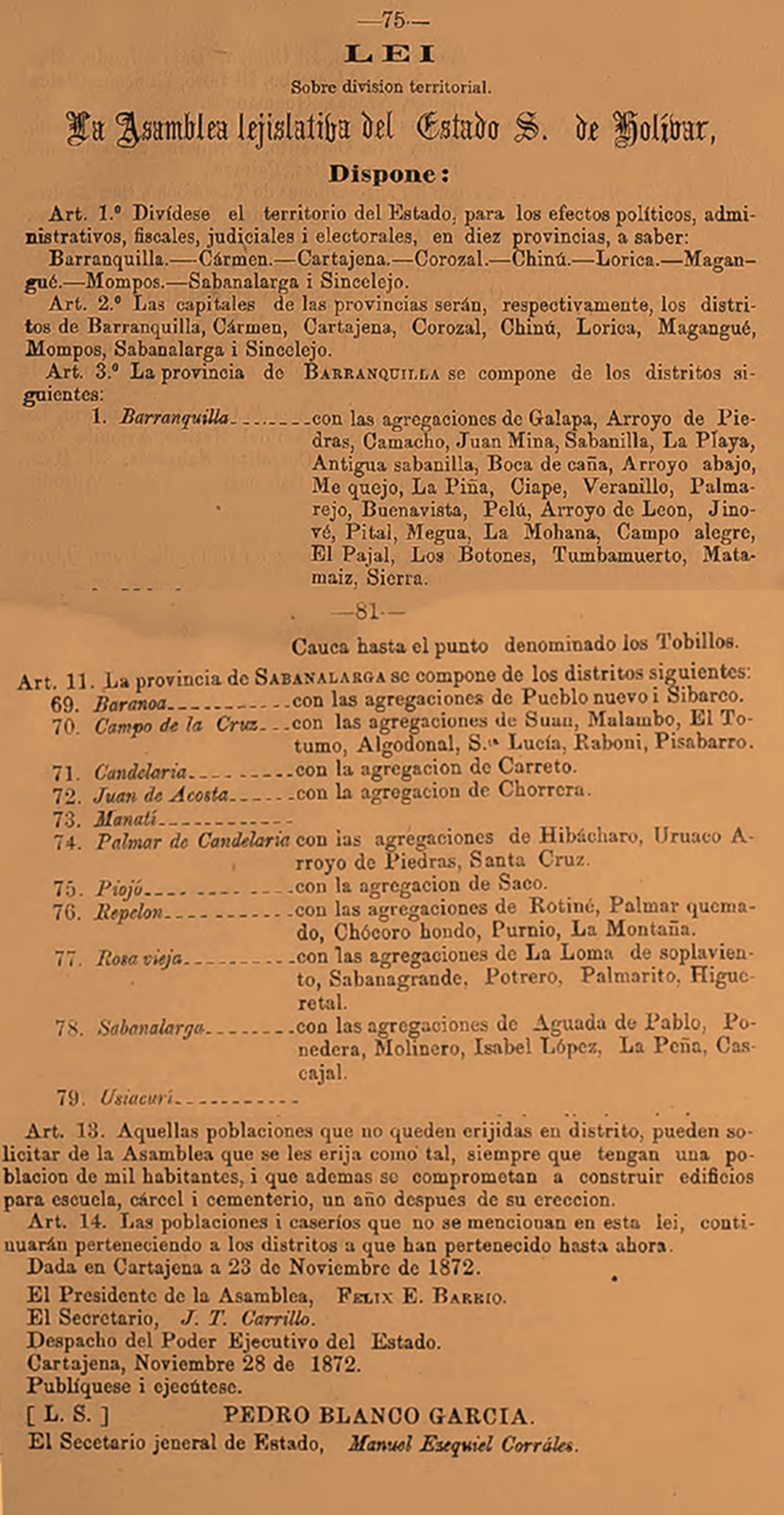
Ley del Estado Soberano de Bolívar donde aparece Pital para efectos electorales como agregación de la provincia de Barranquilla 23 de noviembre de 1872

La parcialidad Mokaná, le denomina Pital Megua debido a que el territorio se extiende hasta la vereda de Megua 
El patrono es San Isidro Labrador y se conmemora el 15 de mayo, 

## Gobierno
El alcalde municipal puede dotar a los centros poblados de su municipio (siempre y cuando estos no este bajo jurisdicción de un Corregimiento) de un Inspector de policía, quien es nombrado por concurso. Si el Concejo municipal le otorga una JAL, este debe ser reemplazado por un Corregidor.

## Insignias Cívicas
La bandera de Pital tiene una proporción 2:3, el tamaño original es de 2 metros de ancho por 3 de largo, dividida en dos franjas iguales, una verde que simboliza la esperanza y las tierras de labranza y una blanca que simboliza al territorio como tierra de paz, en el centro hay un sol color rojo anaranjado que degrada hasta un naranja más puro, y que se ubica en todo el centro de la bandera con un radio de 40 centímetros y su borde forma un halo blanco que se confunde con la franja superior de 8 centímetros de ancho dibujando una silueta que recuerda las pailas donde se fabricaba la panela, además en su centro una mata de henequén o pita (Agave americana) recordando que ella servía de insumo para la fabricación de objetos de fique y cuya tradición se perdió por el abandono de los cultivos, también rememora los orígenes del nombre del territorio. que antes se conocía como «El Pital» y luego como Pital solamente y así lo registran documentos eclesiales, históricos y gubernamentales. 

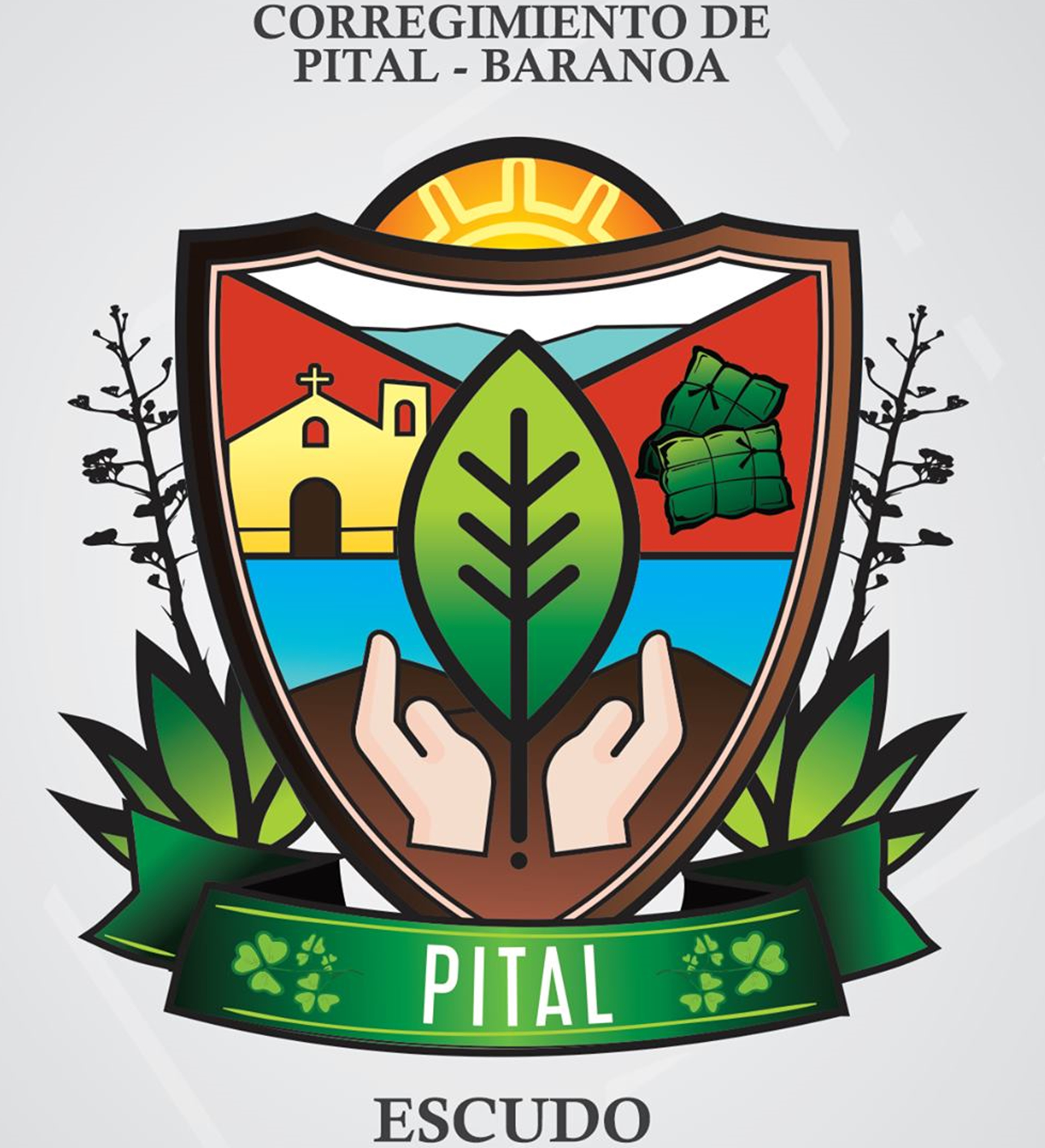
Escudo Cívico de Pital

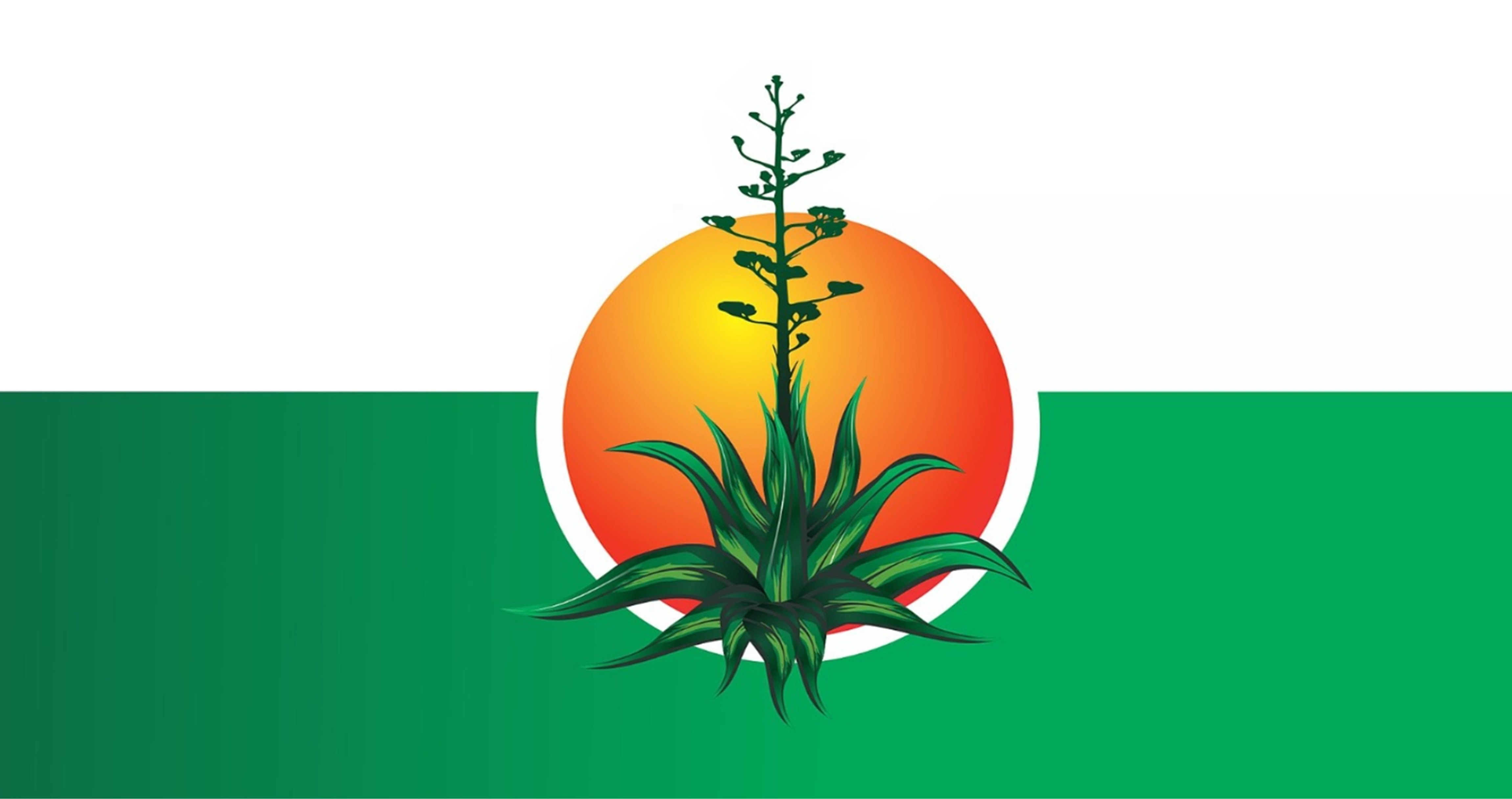
Bandera Cívica de Pital

## Toponimia
El nombre del poblado Pital según la tradición proviene de la abundancia que hubo de una especie de agavaceae conocida como fique, henequén y que en la región es nominada como Pita cuyo nombre científico es Agave americana. Su cultivo artesanal fue explotado hacia finales del siglo XIX y comercializado en pequeña escala y era enviado a otros países a través del muelle de Puerto Colombia, ciudad ubicada en el área metropolitana de Barranquilla, departamento del Atlántico. La actividad disminuyó paulatinamente hasta desaparecer con la aparición de las fibras sintéticas. Son numerosos los nombres que incluyen el vocablo Pital en la región, entre ellos están, la Manga de Pital, Lomas de Pital y Pital Carlin. La adición de Megua históricamente es muy reciente y no está registrado políticamente, y su uso corresponde a una costumbre que se difundió a principios de la década de los cincuenta en el siglo pasado, según para diferenciarlo de otro poblado llamado Pital Carlin o Pitalito jurisdicción del municipio de Polonuevo. Otra versión dice que hacia finales de los cuarenta del siglo XX personas provenientes de Barranquilla se asentaron hacia el nororiente del poblado en la vía que conduce a la vereda de Megua y le colocaron Pital de Megua para diferenciarlo del asentamiento tradicional. Últimamente los foráneos le dicen Pital de Megua, lo que es incorrecto porque no está establecido así por el municipio. Lo correcto es llamarle solamente Pital y así está en la valla que indica la entrada al poblado.

## Geografía
Se encuentra situado entre los 10° 50′ 25″ y 10° 49′ 48″ de latitud Norte y entre -74° 55′ 03″ y -74° 56′ 12″ longitud Este. Enclavado en una especie de valle configurado por el Arroyo Megua y sus afluentes que casi lo circundan, el territorio pitalero se asienta en un suelo del terciario superior específicamente del Mioceno-Plioceno y de origen sedimentario evidenciado por los restos de fósiles (conchas, caracoles y especies de almejas y ostras) insinuando una génesis marina que dentro de los rangos de la geología es muy reciente. Presenta perfiles de arcilla expansivas que los lugareños conocen como barro gallego, como también de calizas que se han formado por la unión de caparazones o conchas de mar, constituidas por las secreciones de CaCO3 carbonato de calcio de distintos animales marinos. Los caliches abundan en los primeros estratos. Los cauces esculpidos por los arroyos dejan observar con facilidad las capas del suelo.
Existen pocas capas arenosas situándose hacia las cuencas de las corrientes; los barrancos labrados por las aguas, muestran una capa de conchas marinas de unos treinta a cincuenta centímetros de espesor a manera de depósito (restos que los nativos conocen como chuvas). El polvo natural de estas calizas se encuentran a flor de tierra y es usado frecuentemente en la demarcación de la cancha de fútbol. Hacia mitad del siglo pasado las familias Sierra y De la Asunción, explotaron sendas caleras artesanalmente. Depósitos de arenas gruesas de color amarillo se encuentran normalmente desde los 1.20 metros después de una capa de arcilla que supone una génesis sedimentaria de los suelos.

### Hidrología
Rodeado de fuentes de aguas temporales y permanentes, algunas de ellas aguas minerales(azufre, hierro, calcio y manganeso)hizo que se posibilitara el nacimiento del poblado. Los niveles freáticos varían desde los tres metros en zonas aledañas a los cauces acuíferos y hasta los 25 metros en las áreas alejadas. Estas presentan disoluciones de sales cálcicas y carbonatos, tornándolas salobres y muy salobres. Hasta los 200 metros de los arroyos, se encuentran aguas aptas para el consumo y tolerables en su sabor. En efecto el consumo de agua en Pital, es suministrado por un pozo profundo con un sabor suavemente carbonatado. Se tiene evidencia reciente del uso de estas fuentes artesianos en el siglo pasado; testimonios orales afirman el uso por la naciente población de un manantial llamado “Pozo Pital” y que ahora es conocido por los nativos como “Pozo del diablo” 
Las pozas de agua son temporales ubicándose en depósitos de rocas calizas y en partes donde los árboles de ollita de mono, camajorú, carito y caracolí todavía subsisten. Se encuentran estos charcos en los sitios conocidos como “El Ají”, “La Mesa”, “La Guaya”, “El Chorro de la Laura” y “La Puerquera”. 
Los arroyos que bañan el territorio pitalero nacen en la Serranía de Santa Rosa, zona de alta riqueza acuífera y sitio de origen de los arroyos más caudalosos del departamento. Los más importantes son: arroyo Grande el cual atraviesa el territorio y desemboca en la ciénaga de Mallorquín, convirtiéndose en el más largo del departamento. Otro arroyo es Simón y Mimbre.
En el punto denominado Megua a cuatro kilómetros por una vía destapada hacia el nororiente de la población existe un depósito de aguas minerales principalmente de azufre, calcio y Hierro.

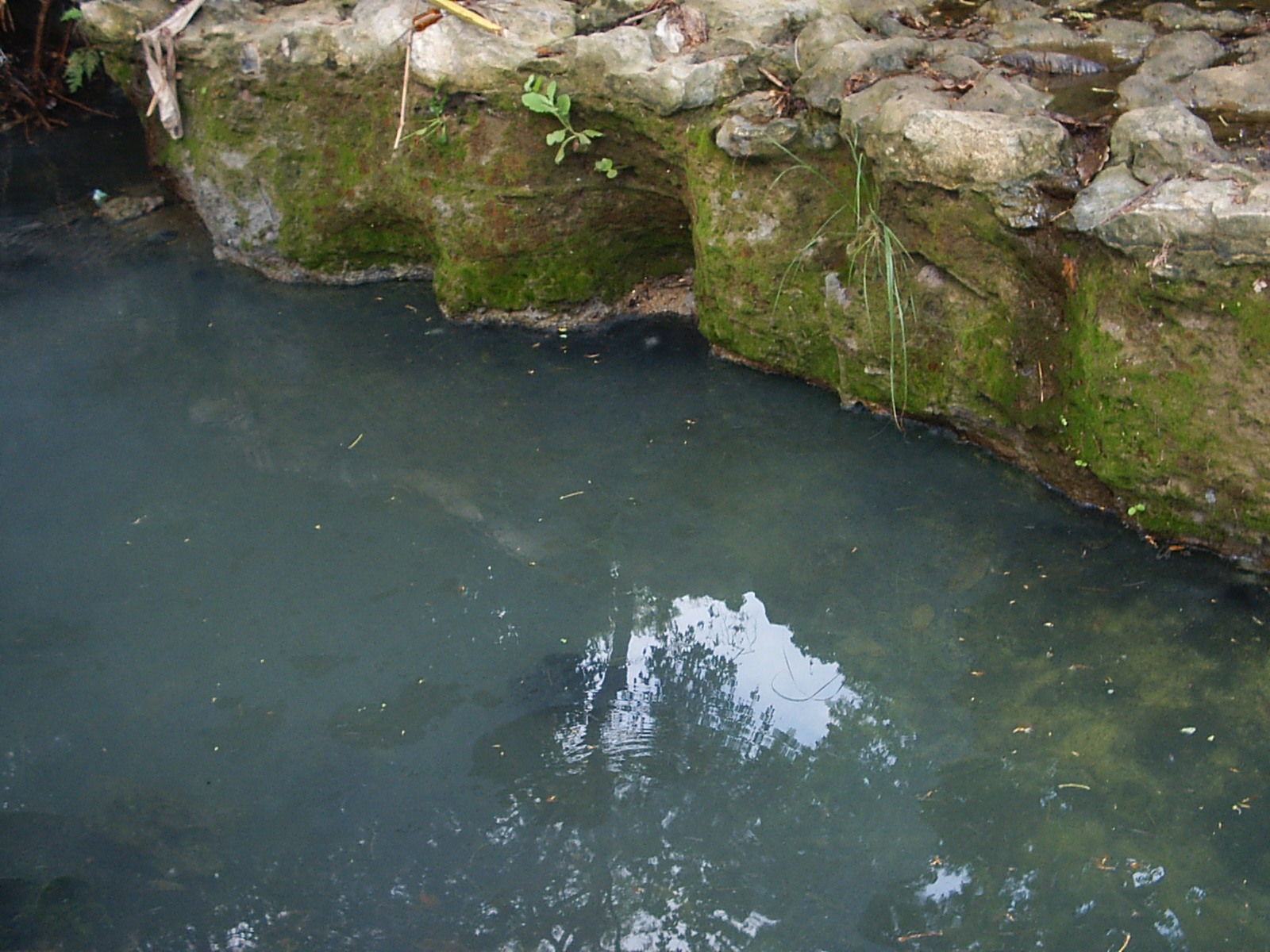
Este lugar es conocido como El Azufrado, son fuentes de aguas ricas en azufre y utilizadas para las afecciones cutáneas.

En el paraje conocido como “El Azufrado” llegó a funcionar un balneario muy próspero que era visitado por turistas que anhelaban encontrar alivio para enfermedades cutáneas, de las articulaciones, vías digestivas y pulmonares. Para el año 1922 un forastero llamado José Oquendo, le dio forma de baños al reservorio acuífero en la parte más alta del pequeño meandro que inicia el depósito de aguas azufradas convirtiéndose en poco tiempo en un paradero turístico visitado por familias barranquilleras, de otras partes del país e incluso por algunos extranjeros que llegaron a construir viviendas de atemperar. Hoy existen vestigios de los brocales de los pozos.
El poblado se surte de un acueducto comunitario que tiene como fuente un pozo profundo de aguas de un sabor ligeramente carbonatado.

### CLIMA
- Clima: estepario tropical
- Temperatura promedio: 27 °C
- Temporada de lluvias: finales de abril, mayo, junio, agosto, septiembre, octubre y parte noviembre
- Temporada seca: finales de noviembre hasta principios de abril

## Historia
Indígenas mocaná o mokaná habitaron el territorio, de ello hay testimonios por el número significativo de guijarros de cerámica que se encuentra en la región. Los indios se asentaban en pequeños poblados alrededor de los arroyos y fuentes de agua. Con la llegada de los españoles se fueron desplazando o trasladados a otros poblados para su control.  
El pueblo como Pital es de una historia reciente ya que es reconocida como agregación de la provincia de Barranquilla para el 23 de noviembre de 1872 y para esta época la provincia de era jurisdicción del Estado Soberano de Bolívar y esta a su vez de los Estados Unidos de Colombia.
La parte urbana del pueblo empieza aproximadamente hacia 1863 con la llegada paulatina de labriegos provenientes de los municipios de Piojó, Malambo, Usiacurí y Galapa todos del departamento del Atlántico, quienes buscaban tierras aptas para cultivos y con cercanías de aguas o manantiales y que para esa época eran abundantes. Ya hacia finales de la década de 1860 las primeras calles se delineaban alrededor de un playón donde estaba plantado un árbol de trébol que perduró hasta agosto de 1992. Según la tradición las primeras familias en llegar fueron: Villanueva y Thomas (Bailón), luego Urueta, Coba, Sarmiento y De la Horta, luego llegaron las demás. Las dos primeras llegaron de Piojó y Malambo respectivamente.
Estos colonos se asentaron en parcelas en los alrededores de lo que hoy es el parque central. Un árbol de trébol servía de punto de encuentro de los campesinos que salían a comercializar bollos de yuca, limpio y frutos de la tierra hacia Barranquilla.
En ese sitio se construyó un templo pequeño de bahareque y cubierta de palma. Hacia mediados del siglo XX se empezó la construcción en mampostería de ladrillos y cemento y quedó abandonada hasta la década de los 50 donde volvió a tomar impulso la construcción terminándose hacia finales de la misma, bajo el liderazgo de Tomás Osorio y Urbano De la Sala.
Misioneros visitaban la población por temporadas y antes de la construcción el árbol de trébol servía de lugar para la liturgia.
El padre Revollo escribe que hacia 1903 Pital carecía de templo. 
Otras denominaciones religiosas se asentaron en el pueblo, siendo la segunda la presbiteriana, la cual tiene su templo.
Las plantas de Pita que fueron abundantes en la zona le dieron el nombre al territorio y por extensión al poblado. La Pita se conoce también como maguey, henequén o cabuya y cuyo nombre científico es Agave americana y pertenece a la familia botánica del mismo nombre: Agavaceae Esta planta era cultivada y exportada por familias extranjeras a través del muelle de Puerto Colombia que para ese entonces estaba en su auge.

### Fauna y flora

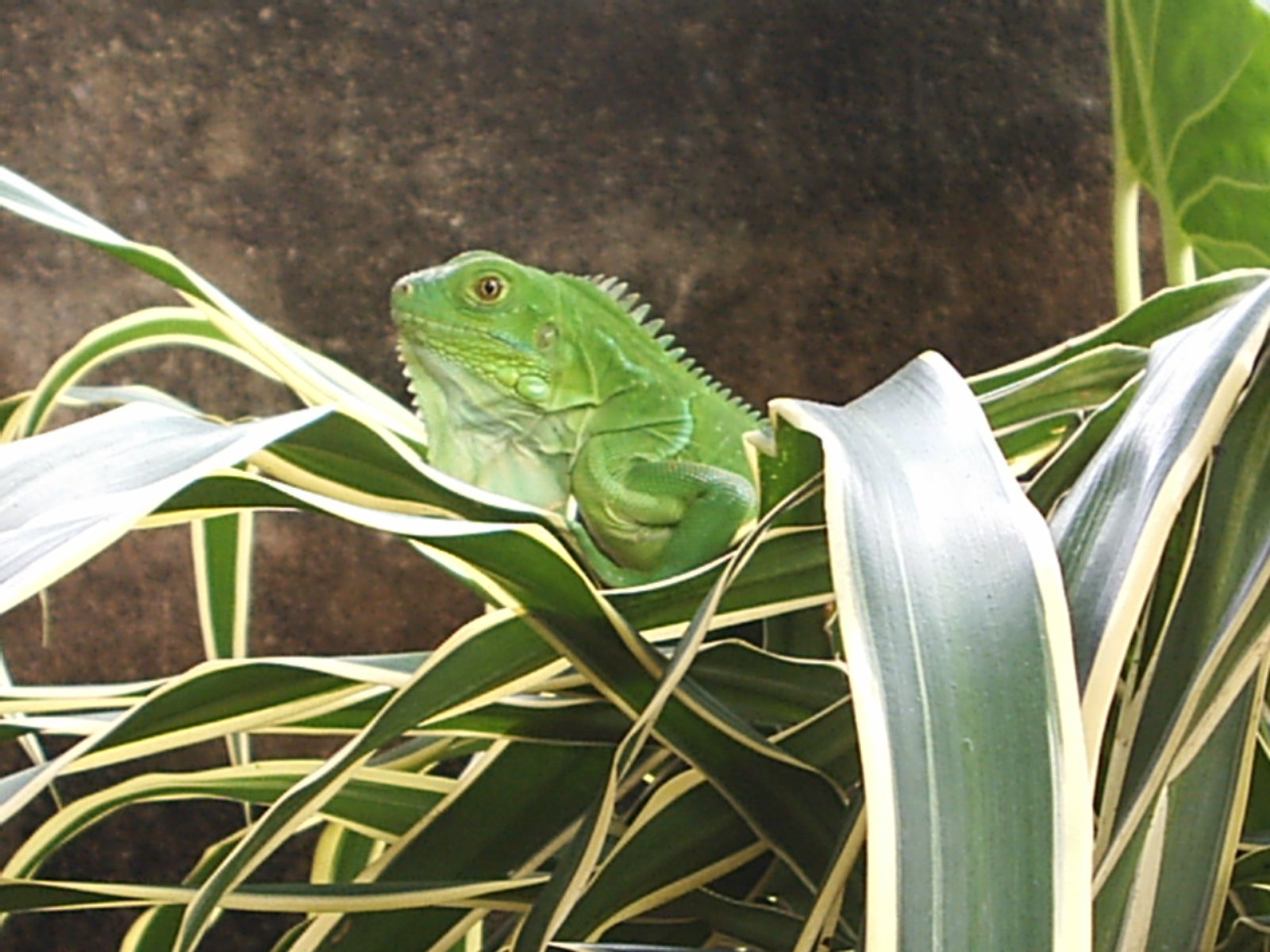
Bebé de iguana especie nativa de la región, sus huevos son consumidos aunque está prohibido.

La existencia de la diversidad de especies animales y vegetales en la región responden a las condiciones ambientales, tanto naturales como culturales, que se han modelado a través del tiempo. La presencia humana ha ido formando –o tal vez deformando- el entorno. Los cronistas castellanos dejan testimonio de la exuberancia de estos territorios en antaño. Es bien sabido por las numerosas investigaciones del uso sostenible de las primeras comunidades indígenas en todo el territorio americano y su posterior deterioro con la incursión invasora. Se ha querido mostrar que fue y que ha pasado en los alrededores desde la llegada de los españoles. 
La presencia de pumas fue relatado por los primeros indios de la Hacienda San Blas, donde se anota de como los felinos atacaban el ganado en los alrededores de Megua.
- BARROS, José Agustín (1967). El Norte de Tierradentro y los Orígenes de Barranquilla. Banco De la República.

Hacia la época del contacto hispano indio, la diversidad era rica debido a la nula deforestación y la presencia de aguas permanentes. Los cronistas describieron las especies observadas y fueron referenciados por el historiador Aquiles Escalante.
- ESCALANTE, Aquiles (1961). Geografía del Departamento del Atlántico. Imprenta Departamental.

Las avifauna numerosa en épocas anteriores hoy está restringida a grupos de aves que se asocian en pequeñas bandadas cerca de los depósitos de agua o jagüeyes o de los arroyos.
Se pueden observar pájaros como toches, azulejos, (Thraupis episcopus), chuchafrías o bicho fue (Pitangus sulphuratus), curuchú, el cucarachero (Troglodytes aedon), bobinche, lucía, golofio (Molothrus armenti), galandera (Pheucticus ludovicianus#:~:text=Enlaces externos-,Pheucticus ludovicianus,-27 idiomas), chosquín, papayero, pitirre (Tyrannus melancholicus), buchure (Momotus momota#:~:text=Enlaces externos-,Momotus momota,-30 idiomas), gallito de agua (Jacana jacana), cotorra, perico, loro, guacharaca (Ortalis garrula#:~:text=Referencias-,Ortalis garrula,-22 idiomas) la cual aún se escucha por las mañanas y tardes en los matorrales cerca del arroyo Megua (frecuentemente criada por los habitantes como mascota). Rositas, viuditas, mochuelos, canarios coqueros (Sicalis flaveola), chirríos (Volatinia jacarina#:~:text=Enlaces externos-,Volatinia jacarina,-22 idiomas), colibríes, cosquioles (Cyanocorax affinis), canchanas o mirla común (Turdus grayi), montañeros; carpinteros; falcónidos como pío píos y gavilanes; gallinazos o goleros, lauras, chotacabras y búhos que los pitaleros conocen como pavita de la muerte y un pájaro que caída las tardes se ve en los caminos y anida en el suelo con gran mimetismo conocido con el nombre de bujío que es un chotacabras completan la avifauna pitalera.
- DUGAND, Armando (1947). Aves del Departamento del Atlántico. Caldasia.

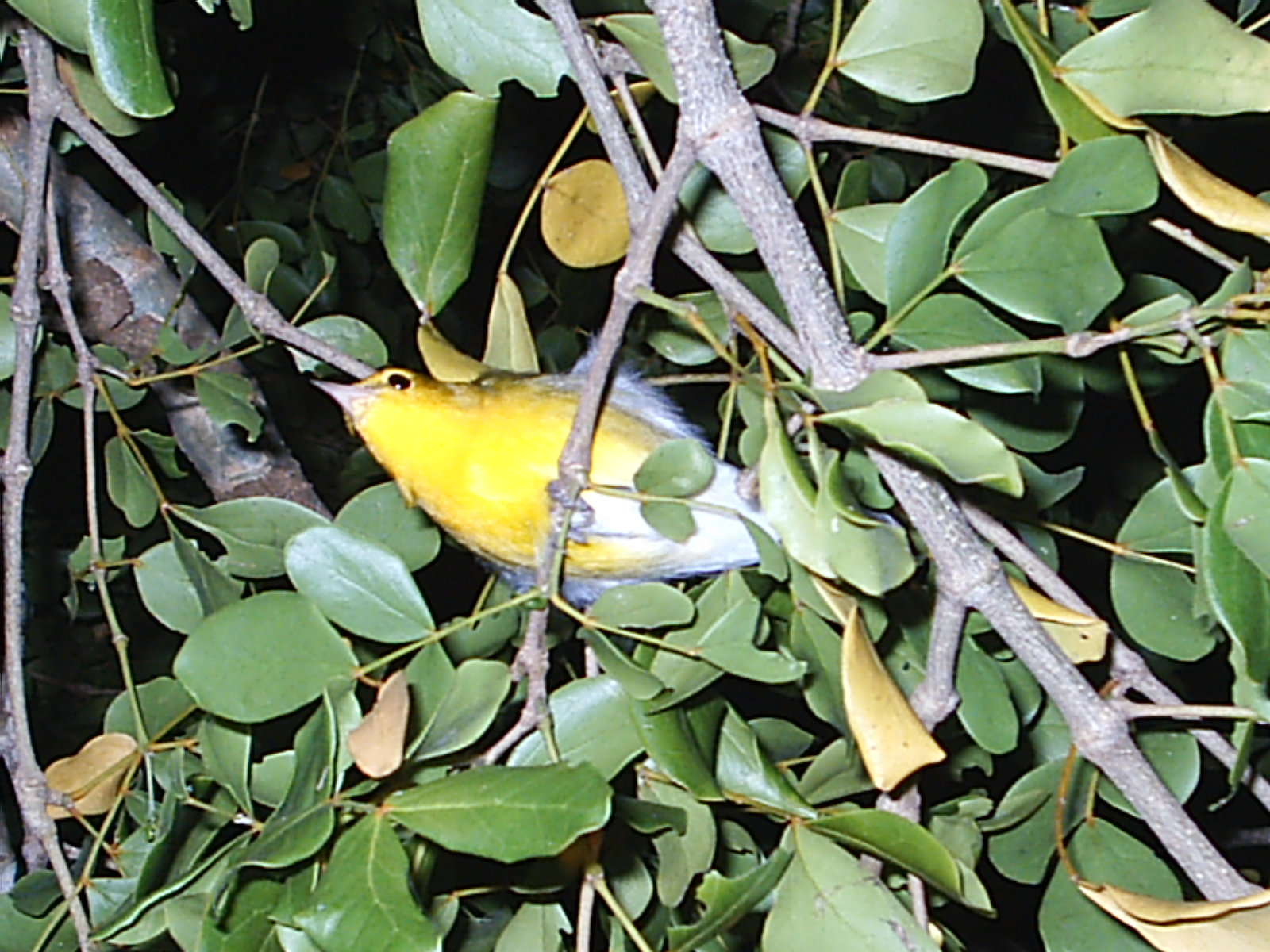
Ave pequeña que para los meses de diciembre y por las tardes revolotean las copas de los árboles de Pital. Los lugareños lo conocen como alambrito.

Era muy común ver ardillas rojas (Sciurus granatensis) de la familia Sciuridae, iguana(Iguana iguana) y hasta monos aulladores Alouatta palliata. La recuperación de la zona es urgente debido a la alta degradación topográfica. Cuentan los abuelos que se conseguían zainos (Dycotylus labiatus), guartinajas (Coelogenys paca), ñeques (Deasyprocta variegata), armadillos Dasypodidae (Daddipus novemcinctus), gatos pardos Herpailurus yaguarondi los cuales criaban y comían, venados (Mazama americana y Odocoileus virginianus), una de estas últimas especies que se tenga noticia entró espantado al pueblo cruzando por la plaza siendo muerto en lo que hoy es la casa de Ana Isabel Llanos. Además había gran cantidad de lagartos (lobos polleros, azulejos (Cnemidophorus lemniscatus) y hasta babillas), zorras patonas, zorrillos, perezosos y osos hormigueros Myrmecophaga tridactyla. Era costumbre el cazar animales con trampas manufacturadas con palitos de madera oficio heredado de los indígenas Mocaná. Archivado el 13 de abril de 2012 en Wayback Machine.
La cobertura vegetal que presenta el territorio pitalero se conoce como bosque seco tropical (Bs-t)y que se encuentra entre los 12 y 150 m de altitud con temperaturas superiores a los 24 °C
(piso térmico cálido) y precipitaciones entre los 700 y 2000 mm anuales, con dos períodos uno seco y otro lluvioso. Las vegetación está representada en árboles espinosos, bejucos y lianas, además de árboles frondosos hacia las orillas de los arroyos.
Según los relatos de los adultos y ancianos hasta 1975 aproximadamente las riberas de los arroyos presentaban una exuberancia significativa de árboles frondosos y numerosos bejucos y gran cantidad de especies de la fauna que encontraban aquí el cobijo ideal. 

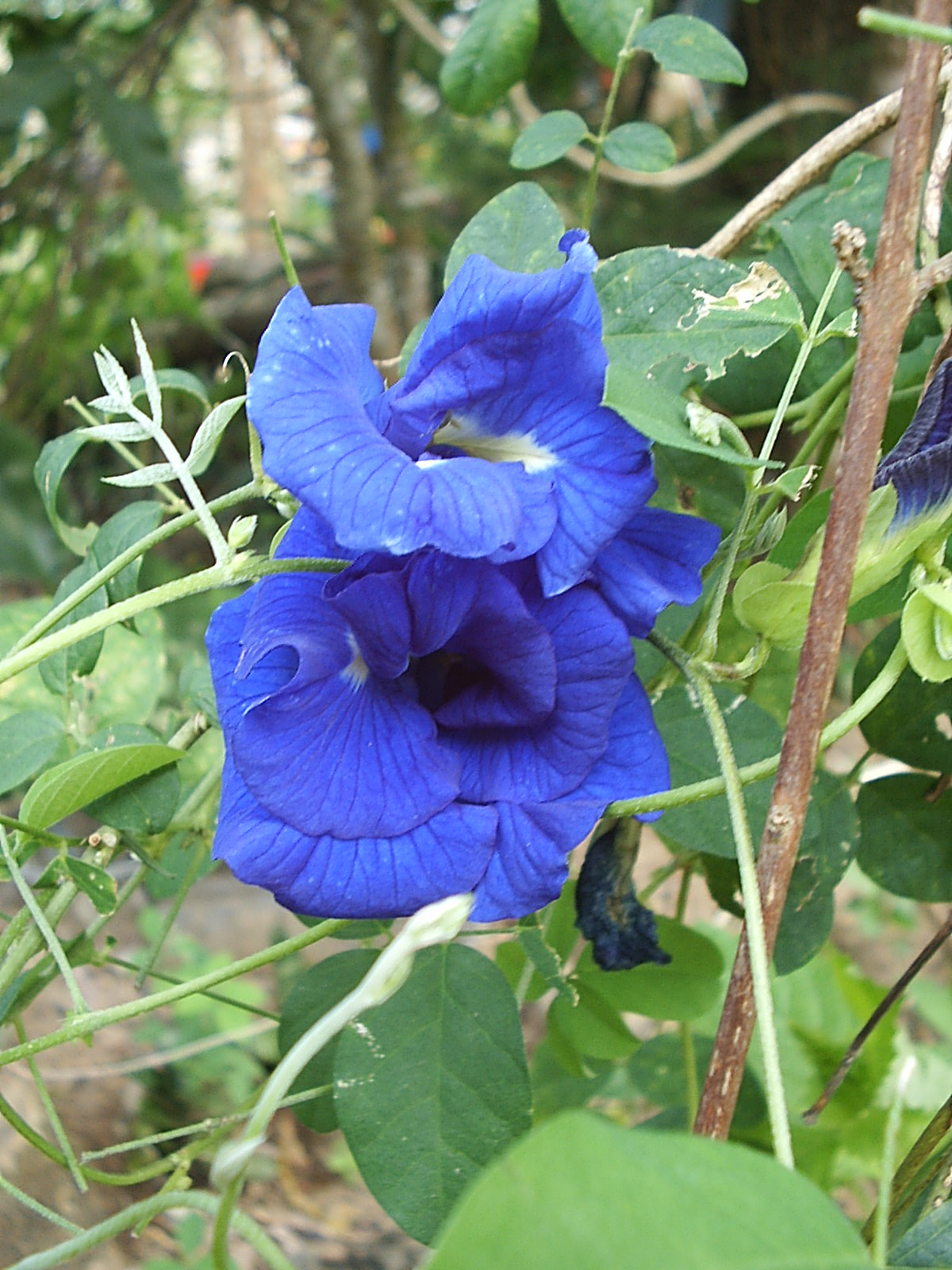
Esta hermosa flor tiene como nombre científico Clitoria ternatea y es llamada zapatico de la Virgen. Para las épocas de lluvia el pueblo se viste de este color.

Los cauces permanecían con agua en longitudes representativas en donde serpenteaban pececitos conocidos con el nombre vulgar de pipones muy parecidos a las hembras de los Poecilia reticulatade los acuarios domésticos. En el período comprendido entre los años 1970 y 1978 se sacaban en abundancia en los sitios llamados “El Chorro de la Laura”, “La Guaya”, “El Azufre” y “La Puerquera” grandes especies de crustáceos como langostinos de agua dulce Macrobrachium rosenbergii que llegaban a medir hasta doce centímetros y un diámetro de dos a tres centímetros y pequeños camarones transparentes y un pescado conocido como mojarra peña. Hoy perviven en los estanques naturales la mojarra peña azul cuyo nombre científico es Aequidens pulcher
Los árboles se erguían frondosos generando una sombra acogedora que invitaba a la realización de convites donde se consumía rungo con agua de panela con limón.

## Economía
Se basa actualmente en la explotación doméstica de tierras por la modalidad del pan coger, donde los pocos campesinos que existen siembran maíz amarillo, yuca, auyama, ñame, guandú, zaragoza blanca, millo y batata. Los productos agrícolas no se procesan ni se comercializan con grandes empresas, solo se dan en pequeños intercambios comerciales familiares y que en el argot se conoce como pan coger. 
En el mes de octubre del 2010 se asentó una empresa agrícola de cultivo de melón generando más de una docena de trabajadores directos pero la empresa cerró.
Otros productos comercializados artesanalmente son el mango, tamarindo, níspero, ciruela tropical, cereza tropical o acerola, mamón, naranja y en pequeña escala guayaba, flor de Jamaica
La cría de animales se enmarca a gallinas y en menor escala de otras aves como patos y pavos. Existe una explotación mediana de gallinas de engorde por parte de granjas que tienen asiento administrativo en Barranquilla. El ganado vacuno ocupa algunas tierras onduladas que han sido habilitadas para el pasto.
La mayoría de la población económicamente activa trabaja como trabajadores en compañías manufactureras en la capital del departamento del Atlántico, otra franja a trabajos informales o subempleo. Algunas familias en los fines de semana realizan tareas de comercialización de productos de cocina: pasteles, sopas, empanadas, fritos, bollos entre otros. Existen familias que por tradición se han dedicado a ciertos oficios, como el de la construcción de pozos artesianos con técnicas artesanales. Los oficios que se han identificado entre otros, panaderos, cocineros, albañiles, profesores.
La elaboración de pasteles de arroz ha venido en auge y de este oficio se benefician unas treinta familias que han creado microempresas y que han recibido apoyo de la Gobernación del Atlántico. Treinta mujeres están organizadas en una asociación denominada, ASOMUHAPAS y que para finales del mes de junio, generan uno de los festivales gastronómicos más representativos del país con ventas que superan las 14 toneladas. El festival es organizado por la Fundación Festival del Pastel y apoyo de la Gobernación del Atlántico.

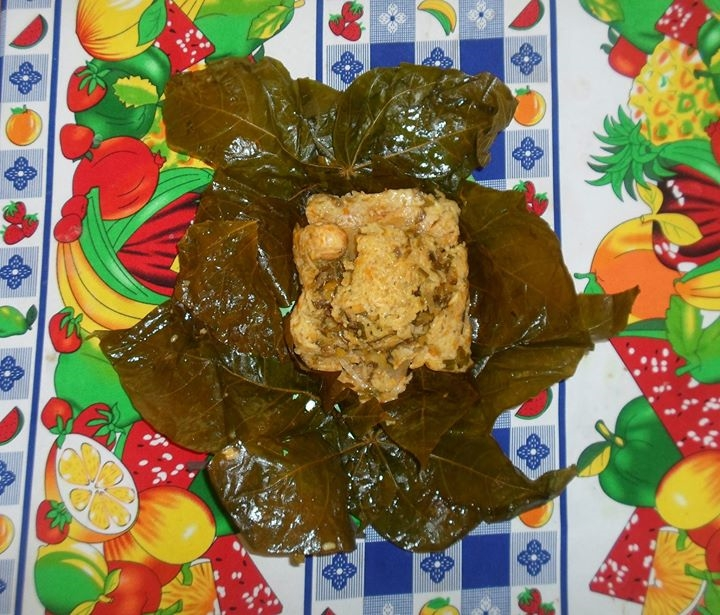
El pastel elaborado con envoltura de hojas de camajorú (Sterculia apetala)

Otra de las actividades económicas de Pital es el comercio en pequeñas tiendas de abarrotes, empleados de fincas como ordeñadores, capataces o arrieros.
Existen además pequeñas empresas agropecuarias como granjas avícolas, porcinas y un cultivo de algas. Además existe una pequeña procesadora de cloro y una mueblería.

## Transporte
Entrada por Minorca Ubicada a 21 kilómetros desde Barranquilla hacia Cartagena por la carretera de La Cordialidad y desviando al Occidente a través de una variante asfaltada en buen estado de tres kilómetros doscientos metros a partir del sitio denominado Minorca en la intercesión de la carretera de La Cordialidad con dicha variante.
Entrada por Megua Ubicada a 16 kilómetros desde Barranquilla por la carretera de la Cordialidad y desviando al Occidente por una variante carreteable sin asfalto y en muy regular estado, la vía tiene cuatro kilómetros de longitud.

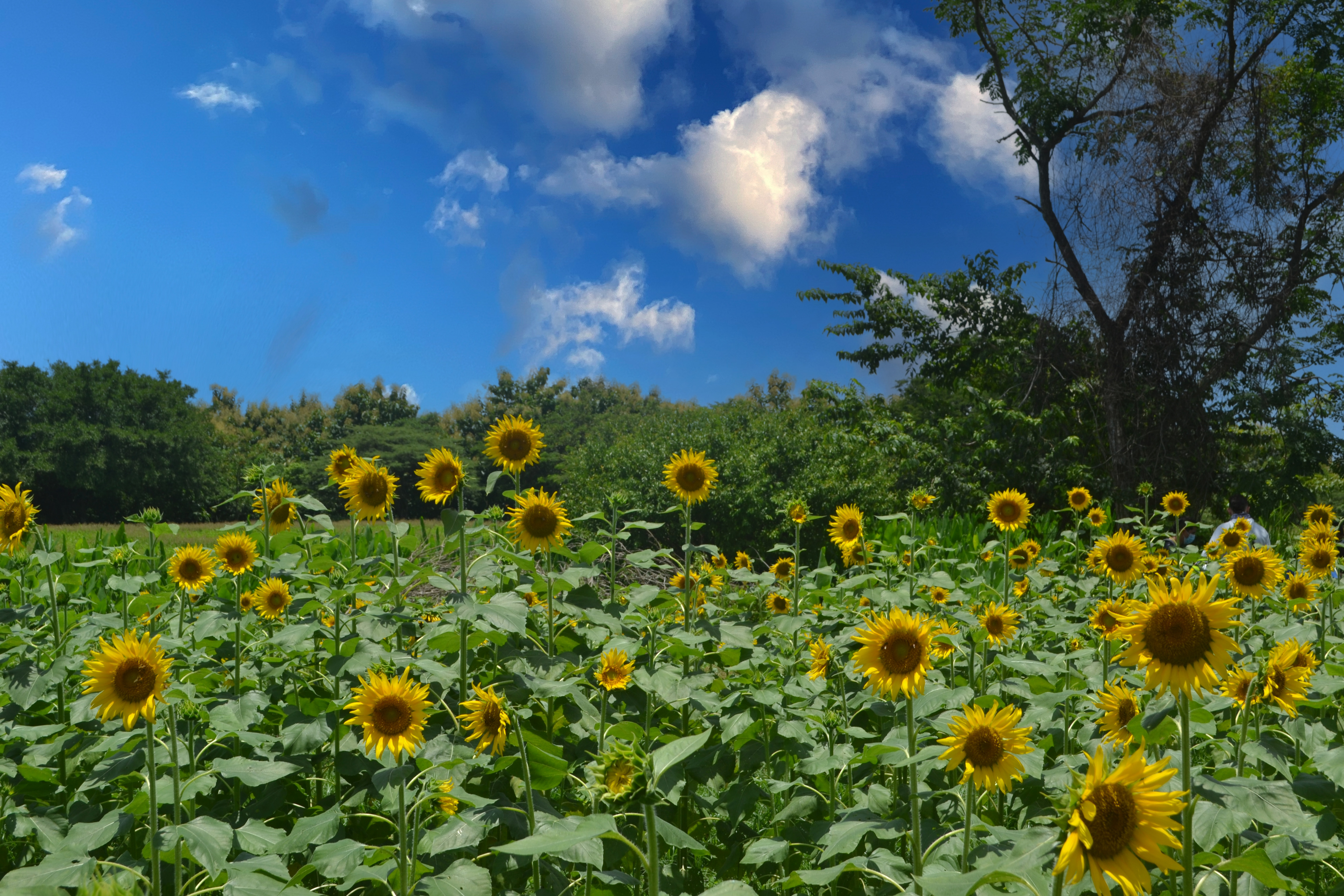

## Educación
Actualmente en Pital existe una escuela que imparte educación preescolar, primaria y secundaria llamada María Inmaculada. La institución tiene dos bloques separados geográficamente, todas en el casco urbano.

## Cultura
Su tradición es rica en su composición oral, leyendas, cuentos, refranes, anécdotas tapizan la cultura pitalera. La leyenda de la Mojana es muy conocida; las brujas que se convierten en matas de patilla o melón y a veces en puercas paridas es muy conocida.
Su folclor es variado y sincrético. Uno de sus productos más recientes y nacido en la misma creatividad popular es El Burro Corcoveón disfraz colectivo que agrupa niños, jóvenes y adultos que parodian al animal acompañante del campesino de estas tierras. Indomable y fiestero produce entre la población la hilaridad que asiste al tradicional Carnaval de Barranquilla. Fundado el 20 de enero de 2000 desde esa época ha cultivado catorce Congos de Oro, máximo galardón otorgado a los actores del carnaval patrimonio cultural inmaterial Unesco 2003. 

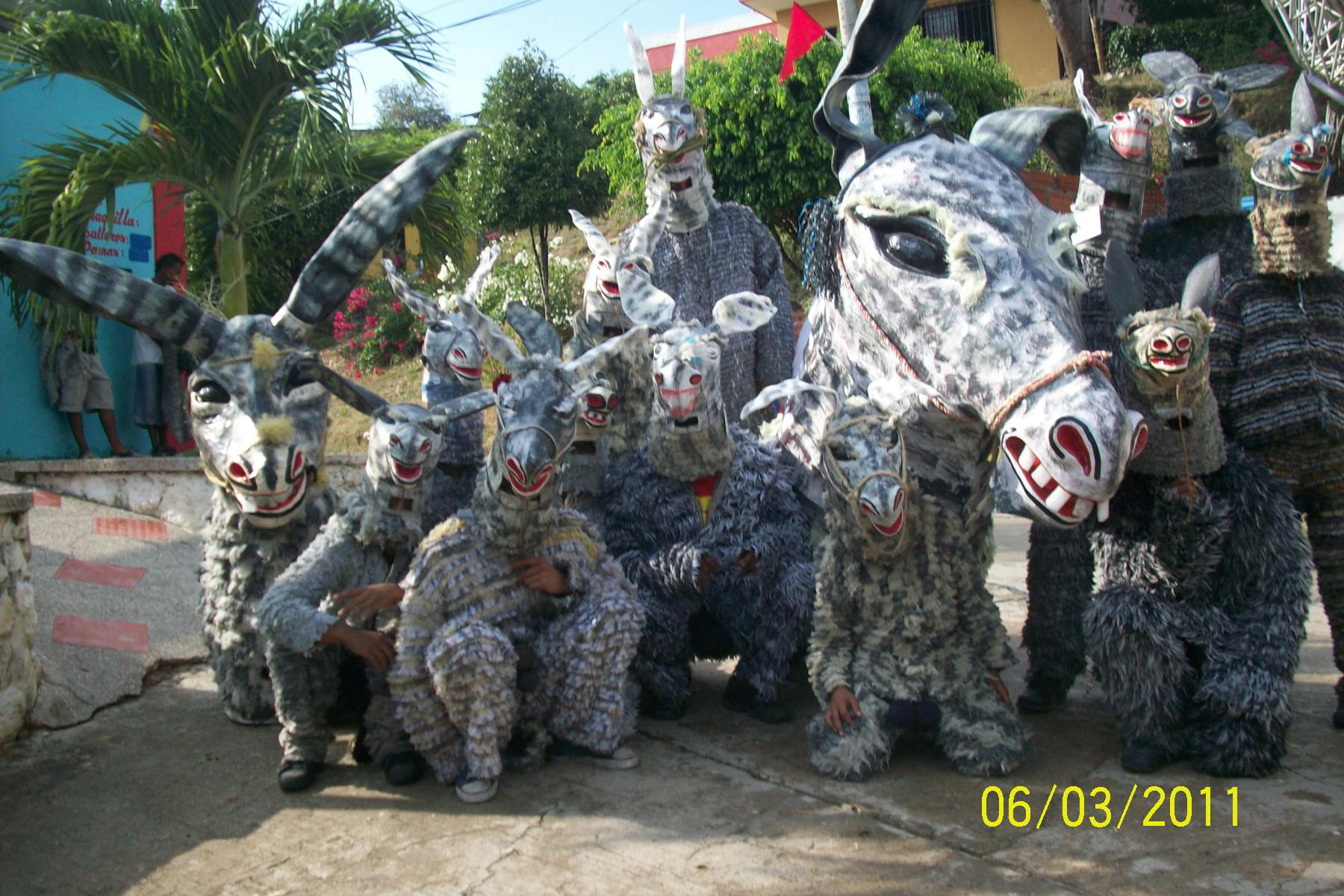
Colectivo Burro Corcoveón.

Desde el primero de enero de 2009 se incorporó a las fiestas de carnaval el Festival del Disfraz Individual, el cual desarrollará sus actividades en fechas movibles dependiendo de los carnavales entregando como galardón el Corcoveón de Oro. En su primera versión resultó ganador el disfraz Barriga de Trapo, segundo puesto el Negro Tambó y tercer puesto el Mago de Oz.

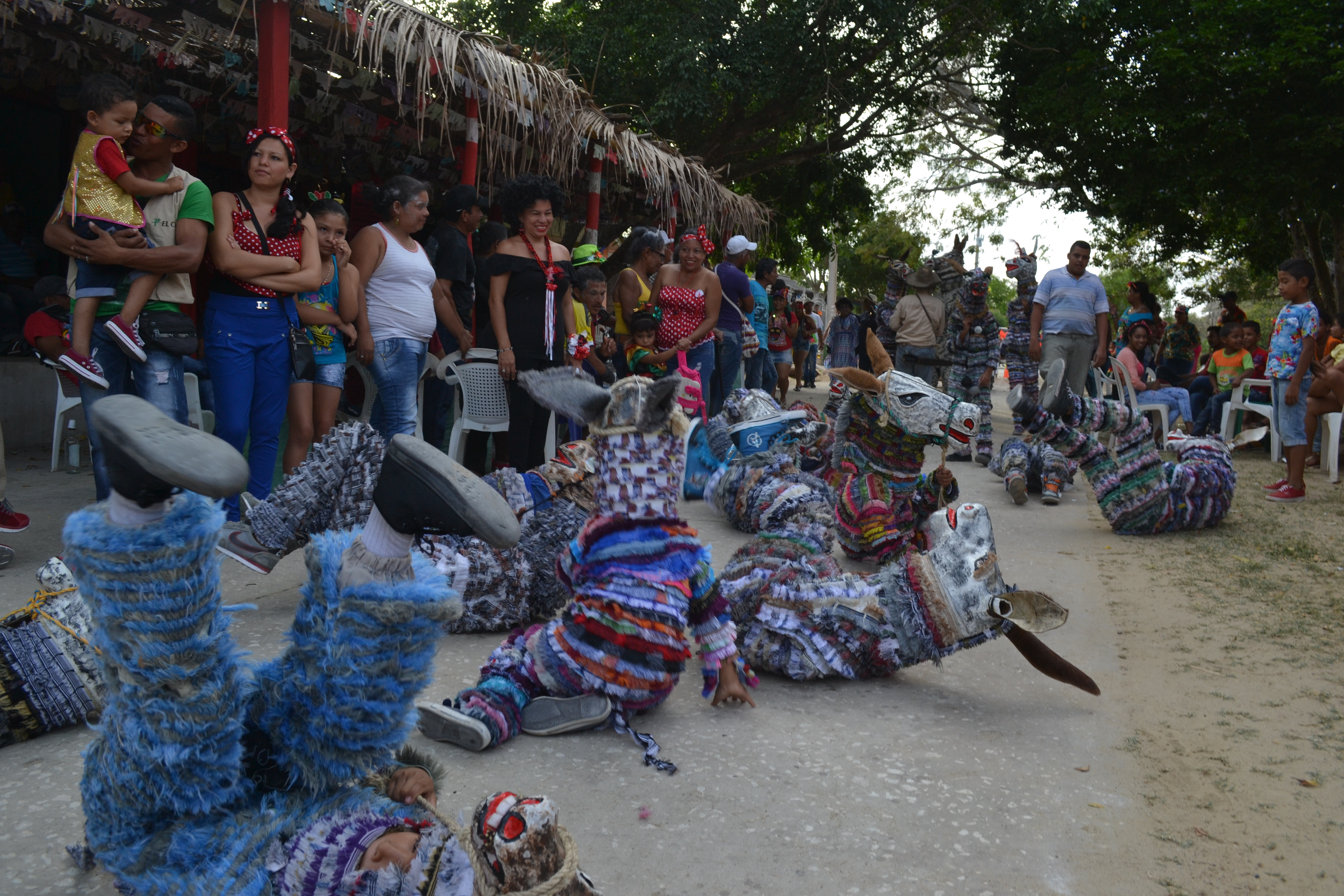
El Burro Corcoveón representado en niños y adolescentes

### Gastronomía

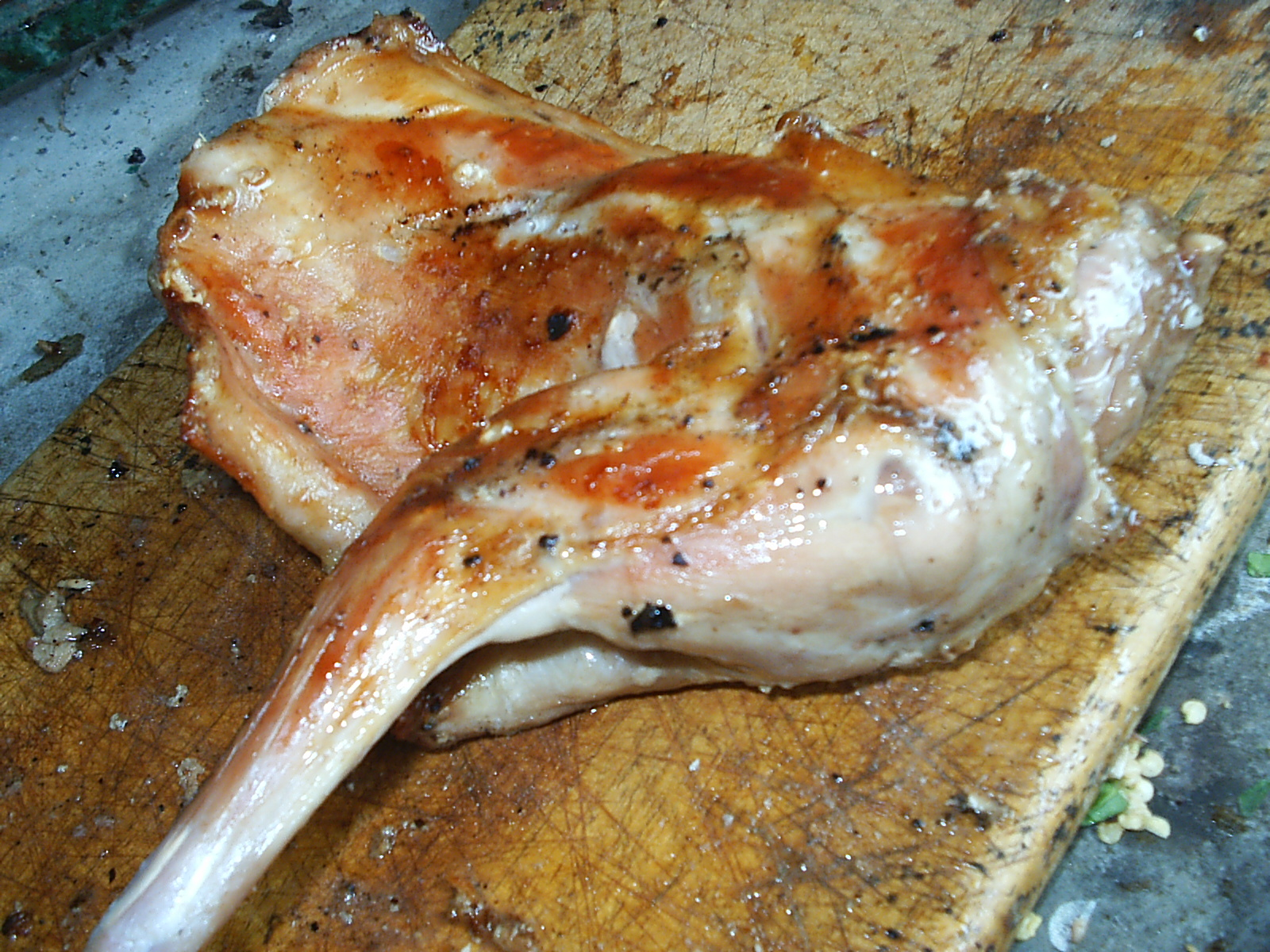
Conejo listo para el despiece que se va a utilizar en la elaboración del pastel de conejo.

Los indios [Mokaná que poblaron los alrededores basaron su dieta en la yuca, maíz y carnes silvestres, se relata que los nativos ofrecían productos cocinados de yuca y bebidas fermentadas de maíz a los conquistadores hispanos.

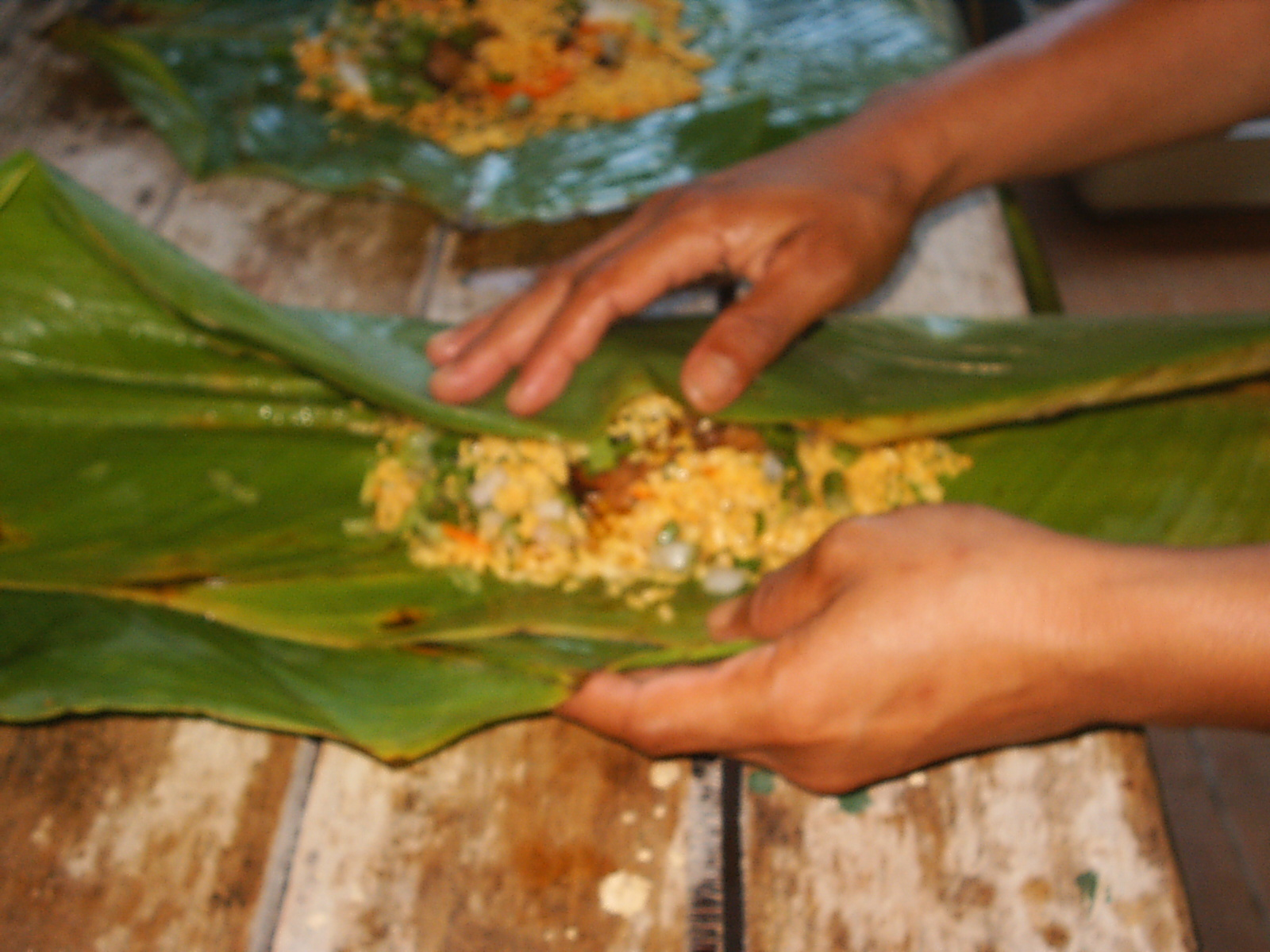
Una de las festividades que el pueblo celebra es el Festival del Pastel, donde las mujeres elaboran pasteles de arroz. Los sabores son variados, cerdo, gallina criolla, pavo ahumado, pato ahumado, mixtos y los exóticos como el de conejo y carnero.

Pital es una tierra de sabores típicos que se arraiga en el sincretismo cultural, de indios y españoles esto ha generado una cocina típica de variedades gastronómicas y muy particulares. Se elaboran bollos de millo, mazorca de maíz verde, yuca, maíz con coco llamado de angelito porque se regala en las festividades de todos los santos el 1 de noviembre. Otro gusto son los dulces de coco o cocadas, ñame, mango y arroz con leche. Entre las sopas está el sancocho de gallina, cabeza de puerco ahumada con pescado, patas de cerdo con zaragoza blanca que es una especie de fríjol, mondongo y los famosos pasteles especie de tamal de arroz que es envuelto en hojas de bijao, plátano, guineo, almendro tropical y camajorú, esta última especie fue la primera hoja que se utilizó en la cocina; su uso hoy es escaso por la disminución de la cobertura vegetal en los arroyos. El arroz introducido por los españoles y arraigado en la gastronomía morisca en la elaboración de pequeños envueltos de hojas de parra y al que previamente se le adicionan carnes adobadas, es copiado por los nativos forman do un producto de estas características. Hacia finales del mes de junio se realiza el Festival del Pastel, donde los turistas y nativos se deleitan por tres días consecutivos con los sabores tradicionales de la región.
Otros platillos son las arepas de yuca, millo, maíz blanco y amarillo, de huevo, caribañolas, empanadas, rosquetes de yuca entre otros.